# Calesia nigriannulata
Calesia nigriannulata là một loài bướm đêm trong họ Erebidae.